# Jewgienij Botkin
Jewgienij Siergiejewicz Botkin, ros. Евге́ний Серге́евич Бо́ткин (ur. 5 marca?/17 marca 1865 w Carskim Siole, zm. 17 lipca 1918 w Jekaterynburgu) – doktor medycyny, nadworny lekarz rodziny cara Mikołaja II.

## Życiorys
Urodził się w Carskim Siole jako syn Siergieja Botkina, nadwornego lekarza carów Aleksandra II i Aleksandra III i Anastazji Kryłowej. Miał brata Piotra. Medycynę studiował na Uniwersytecie w Petersburgu, Uniwersytecie w Berlinie oraz Uniwersytecie w Heidelbergu. Pracował jako lekarz w Szpitalu w Petersburgu. Podczas wojny rosyjsko-japońskiej służył na froncie jako lekarz pociągu sanitarnego, wystawionego przez jego szpital. Ze swoją żoną Olgą miał pięcioro dzieci: Siergieja (zmarł w dzieciństwie), Dmitrija, Jurija, Gleba i Tatianę, ale para rozstała się w 1910. Powodem było zaangażowanie Jewgienija w pracę na dworze carskim i zaniedbywanie rodziny.
Nadwornym lekarzem został w 1908. Na dworze był uważany za przyjaciela cara. Często też rozmawiał z carycą po niemiecku, jej rodzinnym języku. Podczas I wojny światowej zginęli jego synowie Dmitrij i Jurij. Zdruzgotany ich śmiercią, popadł w dewocję.
Po abdykacji cara Mikołaja II pozostał przy rodzinie carskiej i towarzyszył jej podczas więzienia przez bolszewików. 17 lipca 1918 został zamordowany w Jekaterynburgu razem z rodziną cara i towarzyszącymi im osobami. W 1981 został uznany za świętego przez Rosyjski Kościół Prawosławny poza granicami Rosji. 6 lutego 2016 kanonizował go również Rosyjski Kościół Prawosławny, nadając mu, podobnie jak Romanowom, tytuł świętego cierpiętnika. Uroczystość odbyła się w Jekaterynburgu, w cerkwi Wszystkich Świętych Ziemi Ruskiej zwanej Cerkwią na Krwi, usytuowanej na miejscu zamordowania Mikołaja II, jego rodziny i służących.
Był odznaczony: Orderem św. Włodzimierza II i III klasy, Orderem św. Anny II klasy, Orderem św. Stanisława III klasy oraz serbskim Orderem św. Sawy II klasy.

## Rodzina
Brat Piotr Sergiejewicz Botkin.
Żona Olga Władimirowna, rozwód w 1910 roku.
Pięcioro dzieci:
- Sergiej

Zmarł w wieku sześciu miesięcy.
- Dmitrij

Chorąży pułku kozackiego. Zginął 3 grudnia 1914 podczas I wojny światowej, kiedy osłaniał odwrót kozackiego patrolu zwiadowczego. Odznaczony pośmiertnie Krzyżem Grzegorza IV stopnia.
- Gleb

Po rewolucji Gleb i jego młodsza siostra Tatiana pojechali za ojcem na zsyłkę do Tobolska, ale do Jekaterynburga bolszewicy ich nie wpuścili. Po przegranej Białych wyemigrował do Europy.
Pozostawił po sobie wspomnienia.
- Tatiana

Urodzona w 1898 roku w Petersburgu.
Po rewolucji wraz z jedynym żyjącym bratem, Glebem, pojechała za zesłanym ojcem do Tobolska, ale do Jekaterynburga bolszewicy ich nie wpuścili.
Na jesieni 1918 wyszła za oficera legionu strzelców siczowych Konstantina Mielnika, którego znała jeszcze z Carskiego Sioła. Małżonkom udało się uciec z Rosji przez Władywostok. Osiedlili się we Francji. Ze związku urodziło się troje dzieci: Tatiana, Jewgenij i Konstantyn (ur. 25 października 1927 we Francji, zm. 14 września 2014, tamże), późniejszy agent francuskich służb specjalnych, geopolityk i pisarz.
Po paru latach Tatiana rozwiodła się z mężem i zamieszkała pod Paryżem. Zmarła w 1986 roku. Pochowana została na rosyjskim cmentarzu w Sainte-Geneviève-des-Bois.
Tatiana jest autorką wspomnień:
- Souvenirs de la famille royale (Wspomnienia o rodzinie królewskiej), Belgrad, Wsjesławianskij Kniżnyj Magazin M. I. Stefanowicza, 1921[3].

- Anastasia retrouvée (Anastazja odnaleziona), Paryż, Grasset, 1985.